# Afrosolen
Afrosolen, biljni rod iz porodice perunikovki raširen po subsaharskoj Africi. Postoji 15 priznatih vrsta.

## Vrste
1. Afrosolen abyssinicus (R.Br. ex A.Rich.) Goldblatt & J.C.Manning
2. Afrosolen avasmontanus (Dinter) Goldblatt & J.C.Manning
3. Afrosolen bainesii (Baker) Goldblatt & J.C.Manning
4. Afrosolen coeruleus (Schinz) Goldblatt & J.C.Manning
5. Afrosolen erongoensis (Goldblatt & J.C.Manning) Goldblatt & J.C.Manning
6. Afrosolen erythranthus (Klotzsch ex Klatt) Goldblatt & J.C.Manning
7. Afrosolen gracilis (Vaupel) Goldblatt & J.C.Manning
8. Afrosolen masukuensis (Vaupel & Schltr.) Goldblatt & J.C.Manning
9. Afrosolen otaviensis (R.C.Foster) Goldblatt & J.C.Manning
10. Afrosolen rivularis (Wanntorp) Goldblatt & J.C.Manning
11. Afrosolen sandersonii (Baker) Goldblatt & J.C.Manning
12. Afrosolen schimperi (Asch. & Klatt) Goldblatt & J.C.Manning
13. Afrosolen setifolius (Harms) Goldblatt & J.C.Manning
14. Afrosolen teretifolius (Geerinck, Lisowski, Malaisse & Symoens) Goldblatt & J.C.Manning
15. Afrosolen zambesiacus (Goldblatt) Goldblatt & J.C.Manning

## Sinonimi
- Psilosiphon Welw. ex Goldblatt & J.C.Manning